# Microturbo TR 50
Le TR 50 est un petit turboréacteur à usage unique conçu et produit par la société française Safran Power Units. Il équipe essentiellement des missiles de croisière ; actuellement uniquement sur le MdCN (SCALP Naval).

## Conception et développement
Le TR 50 est une version modifiée du Microturbo TRI 40, conçue pour être de taille et de poids réduits, pour les nouveaux missiles. Il est actuellement utilisé par le MdCN (SCALP Naval).
Il peut propulser le missile à des vitesses comprises entre Mach 0,5 et 0,9 .
Les améliorations portent sur
- la résistance aux variations de l'entrée d'air, permettant une manœuvrabilité accrue,
- la disponibilité d'une électronique de contrôle de type FADEC
- sa capacité à utiliser tous types de kérosène.